# Ievguenia Oukolova
Pour les articles homonymes, voir Oukolova.
Ievguenia Nikolaïevna Oukolova (en russe : Евгения Николаевна Уколова), née le 17 mai 1989 à Moscou, est une joueuse de beach-volley russe.

## Carrière
Avec Ekaterina Birlova, elle est vice-championne d'Europe en 2015.

## Palmarès

### Jeux olympiques d'été
- Néant

### Championnats du monde de beach-volley
- Néant

### Championnats d'Europe de beach-volley
- Médaille d'argent en 2015 à Klagenfurt, (Autriche) avec Ekaterina Birlova